# كيزان درة (بيش كوه زلاغي)
كيزان درة (بالفارسية: کیزان دره) هي قرية تقع في إيران في قسم بیش کوه زلاغي الریفي. يقدر عدد سكانها بـ 80 نسمة بحسب إحصاء 2016.